# Гетто в Дрибине
Гетто в Дри́бине (лето 1941 — 7 октября 1941) — еврейское гетто, место принудительного переселения евреев посёлка Дрибин Могилёвской области и близлежащих населённых пунктов в процессе преследования и уничтожения евреев во время оккупации территории Белоруссии войсками нацистской Германии в период Второй мировой войны.

## Оккупация Дрибина и создание гетто
По переписи 1939 года в посёлке Дрибин из 2860 жителей евреев было 513 человек.
Посёлок был захвачен немецкими войсками 14 июля 1941 года, и оккупация продолжалась более двух лет — до 2 октября 1943 года.
После оккупации немцы, реализуя нацистскую программу уничтожения евреев, организовали в Дрибине гетто.

## Уничтожение гетто
В Дрибине в колхозном саду, примерно в двух километрах южнее посёлка — возле деревни Полоски, евреев заставили выкопать два рва, у которых неоднократно происходили «акции» (таким эвфемизмом нацисты называли организованные ими массовые убийства). Сейчас это место находится между многоквартирным домом и улицей Совхозной. 30 сентября 1941 года в Дрибин приехал немецкий карательный отряд, который согнал около 400 (450) евреев в несколько домов. Через неделю, 7 октября, немцы приказали обреченным людям одеться в лучшую одежду и взять с собой ценные вещи. После этого евреев отвели ко рвам и всех их расстреляли, забрав у убитых ценности. Всего в этих рвах были убиты около 800 дрибинских евреев.

## Случаи спасения
В деревне Никольск местному старику, бывшему леснику, немцы приказали отвезти семью Берки Милевича с женой и пятью детьми в гетто в Дрибин. В лесу старик достал веревку и приказал Берке связать его и уходить лесом в Брянские леса. При этом ещё объяснил, как и где перейти линию фронта. Вся семья Берки осталась жива.
Школьница Беба Цыпленок с матерью Лизой и сестрой Фаней долго пряталась в деревне Тёмный Лес, но их выдали. Когда семью вели на расстрел, Лиза схватила горсть песка и засыпала глаза немцу. Всех их убили.

## Память
Опубликованы неполные списки жертв геноцида евреев в Дрибине.
Памятник убитым евреям установлен на окраине старого еврейского кладбища Дрибина — на месте их перезахоронения. Памятник был возведён в 1950-е годы на деньги, собранные уцелевшими евреями местечка и их родственниками. Отдельный памятник стоит на могиле семьям Ривкиных и Гусиных там же на еврейском кладбище.